# La Petite Sirène (série télévisée d'animation)
Pour les articles homonymes, voir La Petite Sirène (homonymie).
Ariel
La Petite Sirène (The Little Mermaid) est une série télévisée d'animation américaine en 31 épisodes de 22 minutes, diffusée entre le 12 septembre 1992 et le 2 septembre 1995 sur le réseau CBS.
En France, la série a été diffusée sur TF1 dans le Disney Club du 2 février 1994 au 28 août 1998 et sur M6 du 12 février au 8 mai 2001 dans les émissions M6 Kid et Disney Kid. La série était diffusée sur la chaîne Disney Cinemagic jusqu'au 8 mai 2015, jour où la chaîne avait arrêté sa diffusion pour laisser place à Disney Cinema.

## Synopsis
La série relate les aventures d'Ariel et de ses amis Polochon, Sébastien et d'autres personnages du film La Petite Sirène ainsi qu'avec d'autres personnages créés spécifiquement pour la série.

## Personnages

### Personnages du film réutilisé dans la série
- La Princesse Ariel est la septième fille du Roi Triton et aime partir à l'aventure. Même si elle est déjà intéressée par le monde des humains, sa fascination pour celui-ci n'est pas encore très importante.
- Sébastien est un crabe qui conseille le Roi, est musicien à la cour, et fait office à la fois de nurse et de chaperon pour Ariel.
- Polochon est un poisson, qui est le meilleur ami d'Ariel et qui l'accompagne tout au long de ses aventures, même s'il est parfois peureux.
- Le Roi Triton est le père d'Ariel et le maître de l'Océan.
- Eurêka est un goéland qui est ami avec Ariel, Polochon, et Sébastien. C'est le seul lien d'Ariel avec le monde des humains.
- Ursula est une femme-pieuvre et une puissante sorcière des mers. Elle complote en permanence pour s'emparer du trône du Roi Triton.
- Flotsam et Jetsam sont les animaux d'Ursula des murènes qui réalisent les tâches mauvaises pour elle.
- Le Prince Éric est un jeune prince. Il ne fait que deux apparitions seulement dans la série.
- Grimsby est le majordome du Prince Éric.

### Personnages uniques de la série
- Oursounet est un garçon sirène orphelin, il apparait dans un épisode qui porte son nom. Souvent il accompagne Ariel dans ses aventures, il fut adopté par le roi triton dans l'épisode Le trident royal. Il devint donc le frère adoptif d'Ariel.
- Homard Boulevard est un homard truand des mers apparaissant dans l'épisode Oursounet, il vole et kidnappe pour faire fortune.
- La Crevette est le complice d'Homard Boulevard.
- Manta le terrible est un monstre mi-homme mi-raie manta, dont le but est de conquérir l'océan en faisant disparaitre l'amour et l'amitié.
- Zeus est un crabe qui fait une unique apparition dans l'épisode Tonnerre de Zeus, Sébastien l'a connu quand ils étaient à l'école, il est meilleur dans tous les domaines (sports, intelligence et même la musique), sauf dans celui de se faire des amis.
- Gabriella est une sirène sourde-muette et est la meilleure amie d'Ariel : on la voit avec son ami la pieuvre dans plusieurs épisodes.

## Épisodes

### Première saison (1992)
1. Épaulard rigolard (Whale of a Tale)
2. Sébastien ambassadeur (The Great Sebastian)
3. Tempête (Stormy)
4. Oursounet (Urchin)
5. Ganzi, Ganzi (Double Bubble)
6. Une bouteille à la mer (Message in a Bottle)
7. Le bracelet maléfique
8. Mariage aquatique (Marriage of Inconvenience)
9. Manta le terrible (The Evil Manta)
10. Truc machin chouette (Thingamajigger)
11. Sa majesté Carotte (Red)
12. Le carnaval des marées (Beached)
13. Le Trident Royal (Trident True)
14. Eel-ectric city

### Deuxième saison (1993)
1. Sébastien démissionne (Resigned to it)
2. La calliope des mers (Calliope Dreams)
3. Un amour d'épaulard (Save the Whale)
4. Miss catastrophe (Against the Tide)
5. Un drôle de sortilège (Giggles)
6. Rêve d'étoile (Wish upon a Starfish)
7. Tonnerre de Zeus (Tail of Two Crabs)
8. Poisson métallique (Metal Fish)
9. Le crabe géant (T'ank You for Dat, Ariel)

### Troisième saison (1994)
1. Eurêka (Scuttle)
2. Son altesse Sébastien (King Crab)
3. L'île de la terreur (Island of Fear)
4. Au pays des dinosaures (Land of the Dinosaurs)
5. Apollo (Heroes)
6. Le piranha poilu (The Beast Within)
7. Un petit diable (A Little Evil)
8. Mes chers trésors (Ariel's Treasures)

## Voix françaises
- Claire Guyot : Ariel
- Jacques Deschamps : Roi Triton
- Serge Ponsar : Sébastien (1re voix)
- Jacques Martial : Sébastien (2e voix)
- Boris Roatta : Polochon (1re voix)
- Jehan Pages : Polochon (2e voix)
- Jacques Dynam : Homard Boulevard
- Jean-Claude Donda : La Crevette
- Micheline Dax : Ursula
- Thierry Ragueneau : Prince Éric
- Hervé Rey : Oursounet
- Igor De Savitch : Manta
- Vincent Violette : Chef Louis, Jetsam, Flotsam
- Luq Hamet : L'hippocampe
- Henry Djanik : Empereur Shaga
- Benoît Allemane : Commandant Shabada
- Caroline Beaune : Perle
- Éric Missoffe : Scout crabe
- Joëlle Guigui : Scout crabe
- Patrice Dozier : Moray (1re voix), poisson-clown (ép.#19)
- Emmanuel Jacomy : Eurêka
- Richard Darbois : Simon (ép.#6)
- Michel Vocoret : Roi Augustus (ép.#9), Capitaine Pirate (ép.#24), le monstre destructeur (ép.#25)
- Vincent Ropion : Prince Thor (ép.#9)
- Sophie Arthuys : Roi Triton rajeuni (ép.#12)
- Perrette Pradier : Sorcière (ép.#12)
- Monique Thierry : Flo (ép.#13)
- Marc Alfos : Ebb (ép.#13)
- Dimitri Rougeul : Ollie (ép.#20)
- Jean-Jacques Nervest : Zeus (ép.#21), chef des Octopans (ép.#28)
- Serge Faliu : Hans Christian Andersen (ép.#22)
- Sylvain Clément : Archimède (ép.#22)
- Jacques Frantz : Dr. Viles (ép.#26)
- Michel Vigné : Apollon (ép.#28)
- Frédérique Tirmont : La voyante (ép.#29)
- Gérard Dessalles : L'éponge-cerveau (ép.#30)
- Daniel Beretta : Voix chantée de Manta (ép.#30)

Version française
- Société de doublage : Télétota
- Direction artistique : Perrette Pradier
- Adaptation des dialogues : Claude Rigal-Ansous
- Adaptation des chansons : Luc Aulivier
- Générique interprété par Anne Meson-Poliakoff

## Sorties vidéo
- 30 octobre 1992 (7 VHS)